# مارات بيكماييف

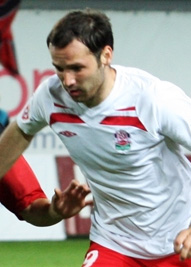
مارات بيكيموف

مارات بيكيموف (الروسية: Марат Рифкатович Бикмаев)، من مواليد 1 يناير 1986، لاعب كرة قدم أوزبكستاني.
بدأ مسيرته الكروية مع نادي باختاكور، وبعدها انتقل إلى نادي كريكيلا سوفيتوف سامارا الروسي، وهو يلعب حاليا مع نادي روبن كازان الروسي.
و قد بدأ باللعب مع منتخب أوزبكستان لكرة القدم في عام 2004.

## روابط خارجية
- مارات بيكماييف على موقع قاعدة بيانات كرة القدم.إي يو (الإنجليزية)
- مارات بيكماييف على موقع ناشيونال فوتبول تيمز (الإنجليزية)
- مارات بيكماييف على موقع Soccerway.com (الإنجليزية)
- مارات بيكماييف على موقع عالم كرة القدم.نت (الإنجليزية)
- مارات بيكماييف على موقع كووورة